# Mack Calvin
Mack Calvin (Fort Worth, 27 luglio 1947) è un ex cestista e allenatore di pallacanestro statunitense, professionista nella ABA e nella NBA.

## Carriera
Venne selezionato dai Los Angeles Lakers al quattordicesimo giro del Draft NBA 1969 (187ª scelta assoluta).

## Statistiche
| * | Primo nella lega |

### ABA-NBA

#### Regular Season
| Anno            | Squadra                 | PG  | PT | MP   | TC%  | 3P%  | TL%   | RP  | AP   | PRP | SP  | PP   |
| --------------- | ----------------------- | --- | -- | ---- | ---- | ---- | ----- | --- | ---- | --- | --- | ---- |
| 1969-1970       | L.A. Stars (ABA)        | 84* |    | 35,2 | 42,1 | 12,0 | 82,4  | 3,5 | 5,7  |     |     | 16,8 |
| 1970-1971       | The Floridians (ABA)    | 81  |    | 41,9 | 43,1 | 28,8 | 86,5  | 3,5 | 7,6  |     |     | 27,2 |
| 1971-1972       | The Floridians          | 82  |    | 36,3 | 44,1 | 22,9 | 87,2  | 3,3 | 5,9  |     |     | 21,0 |
| 1972-1973       | Carolina Cougars (ABA)  | 84* |    | 26,5 | 50,6 | 39,3 | 85,9  | 2,6 | 3,6  |     |     | 17,5 |
| 1973-1974       | Carolina Cougars        | 83  |    | 31,2 | 46,2 | 23,3 | 87,5  | 2,9 | 4,2  | 1,6 | 0,1 | 18,0 |
| 1974-1975       | Denver Nuggets (ABA)    | 74  |    | 33,3 | 48,5 | 18,8 | 89,6* | 2,8 | 7,7* | 1,9 | 0,1 | 19,5 |
| 1975-1976       | Virginia Squires (ABA)  | 45  |    | 36,8 | 42,7 | 26,9 | 88,8* | 2,8 | 6,0  | 1,6 | 0,0 | 19,4 |
| 1976-1977       | L.A. Lakers (NBA)       | 12  |    | 17,3 | 32,9 |      | 85,4  | 1,3 | 1,8  | 0,9 | 0,1 | 7,9  |
| 1976-1977       | San Antonio Spurs (NBA) | 35  |    | 17,3 | 39,2 |      | 84,2  | 0,9 | 3,0  | 0,7 | 0,0 | 8,8  |
| 1976-1977       | Denver Nuggets (NBA)    | 29  |    | 21,6 | 44,4 |      | 85,4  | 1,7 | 4,0  | 0,9 | 0,0 | 11,1 |
| 1977-1978       | Denver Nuggets          | 77  |    | 12,8 | 44,1 |      | 84,0  | 1,1 | 1,9  | 0,6 | 0,1 | 6,1  |
| 1979-1980       | Utah Jazz               | 48  |    | 16,1 | 44,1 | 9,1  | 89,7  | 1,8 | 2,8  | 0,6 | 0,0 | 6,4  |
| 1980-1981       | Cleveland Cavaliers     | 21  |    | 6,1  | 33,3 | 20,0 | 71,4  | 0,6 | 1,3  | 0,2 | 0,0 | 2,5  |
| Carriera ABA    | Carriera ABA            | 533 |    | 34,3 | 45,1 | 25,3 | 86,6  | 3,1 | 5,8  | 1,7 | 0,1 | 19,9 |
| Carriera NBA    | Carriera NBA            | 222 |    | 15,0 | 42,0 |      | 84,8  | 1,2 | 2,5  | 0,6 | 0,0 | 7,0  |
| Carriera Totale | Carriera Totale         | 755 |    | 28,6 | 44,7 | 25,3 | 86,3  | 2,5 | 4,8  | 1,1 | 0,1 | 16,1 |

#### Massimi in carriera
Regular Season
- Massimo di punti in ABA: 43 vs Kentucky Colonels (12 dicembre 1970)
- Massimo di punti in NBA: 26 vs Portland Trail Blazers (19 febbraio 1977)
- Massimo di rimbalzi in ABA: 9 (6 volte)
- Massimo di rimbalzi in NBA: 8 vs Denver Nuggets (8 dicembre 1979)
- Massimo di assist in ABA: 16 (3 volte)
- Massimo di assist in NBA: 10 (2 volte)
- Massimo di palle rubate in ABA: 9 vs Memphis Tams (19 dicembre 1973)*
- Massimo di palle rubate in NBA: 4 vs Detroit Pistons (3 febbraio 1978)
- Massimo di stoppate in ABA: 1 (16 volte)*
- Massimo di stoppate in NBA: 1 (8 volte)

(* tenendo conto dei dati ABA al momento disponibili e che le statistiche di queste categorie vennero registrate sistematicamente solo dalla stagione ABA 1973-1974)

#### Play-off
| Anno            | Squadra                | PG  | PT | MP   | TC%  | 3P%  | TL%  | RP  | AP  | PRP | SP  | PP   |
| --------------- | ---------------------- | --- | -- | ---- | ---- | ---- | ---- | --- | --- | --- | --- | ---- |
| 1970            | L.A. Stars (ABA)       | 17* |    | 34,9 | 45,2 | 57,1 | 78,2 | 3,7 | 5,9 |     |     | 23,1 |
| 1971            | The Floridians (ABA)   | 6   |    | 42,5 | 51,7 | 33,3 | 84,8 | 2,7 | 7,0 |     |     | 27,3 |
| 1972            | The Floridians         | 4   |    | 38,5 | 43,1 | 0,0  | 87,9 | 4,0 | 5,3 |     |     | 21,3 |
| 1973            | Carolina Cougars (ABA) | 12  |    | 30,8 | 46,8 | 22,2 | 81,8 | 2,8 | 4,3 |     |     | 18,2 |
| 1974            | Carolina Cougars       | 4   |    | 35,8 | 45,9 | 28,6 | 84,4 | 4,8 | 3,3 | 1,3 | 0,0 | 24,3 |
| 1975            | Denver Nuggets (ABA)   | 13  |    | 34,2 | 46,6 | 37,5 | 95,1 | 3,2 | 5,2 | 1,8 | 0,1 | 17,9 |
| 1977            | Denver Nuggets (NBA)   | 6   |    | 18,7 | 47,5 |      | 82,8 | 1,5 | 2,2 | 0,2 | 0,0 | 10,3 |
| 1978            | Denver Nuggets         | 12  |    | 11,3 | 45,2 |      | 93,1 | 0,7 | 1,8 | 0,6 | 0,0 | 5,4  |
| Carriera ABA    | Carriera ABA           | 56  |    | 35,0 | 46,6 | 34,3 | 84,0 | 3,4 | 5,3 | 1,6 | 0,1 | 21,2 |
| Carriera NBA    | Carriera NBA           | 18  |    | 13,7 | 46,3 |      | 87,9 | 0,9 | 1,9 | 0,4 | 0,0 | 7,1  |
| Carriera Totale | Carriera Totale        | 74  |    | 29,8 | 46,5 | 34,3 | 84,4 | 2,8 | 4,5 | 1,0 | 0,0 | 17,8 |

#### Massimi in carriera
Play-off
- Massimo di punti in ABA: 44 vs Dallas Chaparrals (22 aprile 1970)
- Massimo di punti in NBA: 28 vs Portland Trail Blazers (26 aprile 1977)
- Massimo di rimbalzi in ABA: 8 vs Indiana Pacers (23 maggio 1970)
- Massimo di rimbalzi in NBA: 3 (2 volte)
- Massimo di assist in ABA: 16 vs Dallas Chaparrals (22 aprile 1970)
- Massimo di assist in NBA: 6 vs Milwaukee Bucks (21 aprile 1978)
- Massimo di palle rubate in ABA: 7 vs Indiana Pacers (30 aprile 1975)*
- Massimo di palle rubate in NBA: 2 vs Milwaukee Bucks (21 aprile 1978)
- Massimo di stoppate in ABA: 1 vs Indiana Pacers (aprile 1975)*
- Massimo di stoppate in NBA: 0

(* tenendo conto dei dati ABA al momento disponibili e che le statistiche di queste categorie vennero registrate sistematicamente solo dalla stagione ABA 1973-1974)

## Palmarè s

### Giocatore
- ABA All-Rookie Team (1970)
- All-ABA Team: 4

First Team: 1971, 1974, 1975
Second Team: 1973
- ABA All-Star Game: 5

1971, 1972, 1973, 1974, 1975
- Primo per numero di tiri liberi realizzati nella storia dell'ABA
- Maggior numero di tiri liberi segnati di sempre in una singola stagione in ABA (1970-1971) (696)
- Ottavo miglior marcatore di sempre ABA
- Dodicesimo miglior marcatore di sempre per numero di punti segnati nei Playoff ABA
- Secondo per numero di assist di sempre ABA
- Miglior passatore della  stagione ABA (1974-1975)
- 2 volte miglior tiratore di liberi ABA (1974-1975), (1975-1976) (record)
- 2 volte maggior numero di tiri liberi segnati in stagione ABA: (1970-1971), (1973-1974) (record)
- Terzo migliore giocatore di sempre per assist a partita ABA in regular season (5,8 assist a partita)
- Quattordicesimo miglior giocatore per palle rubate di sempre ABA
- ABA All-Time Team